# Zyzzyzus parvula
Zyzzyzus parvula is een hydroïdpoliep uit de familie Tubulariidae. De poliep komt uit het geslacht Zyzzyzus. Zyzzyzus parvula werd in 1907 voor het eerst wetenschappelijk beschreven door Hickson & Gravely. 